# Мухін Микола-Богдан Іванович
Микола (Богдан) Іванович Мухін, або Мухин (народився у селі Зайцевому 24 травня 1916 — 8 травня 1962, Філадельфія) — український художник-скульптор і педагог. Створив образи українських князів, запорозьких козаків і чумацького побуту. Його твори брали участь у на виставках — як в Україні, так і в Німеччині та у дальшій еміграції у США.
Молодший брат Віктора Івановича Мухіна (1914—1977), теж скульптора, який жив і працював у Луганську, а 1973 року став лауреатом Державної премії УРСР ім. Т. Шевченка.
Вивчати мистецтво скульптури почав у Харкові, потім навчався в Одеському художньому інституті. Підсумковий вишкіл у Київському художньому інституті (закінчив 1936 року). 1940 року, із дружиною Софією (з дому Кобринських) та донькою Марією переїхав до Львова. 
З кінця 1941, вже в умовах німецької окупації Львова, його твори експонувалися на виставках Спілки українських образотворчих мистців, членом якої він став. 
На початку 1942-го прийняв запрошення на викладацьку посаду у Львівську мистецько-промислову школу з українською мовою навчання, де очолив скульптурний відділ.